# Cenon
Cenon ist eine französische Stadt mit 26.784 Einwohnern (Stand 1. Januar 2022) im Département Gironde in der Region Nouvelle-Aquitaine. Sie liegt im Arrondissement Bordeaux und ist Hauptort (frz.: chef-lieu) eines eigenen Kantons.
Cenon liegt im östlichen Vorortbereich von Bordeaux östlich der Garonne. Die Gemeinde wird durch Tram- und Buslinien der TBC erschlossen.

## Verkehr

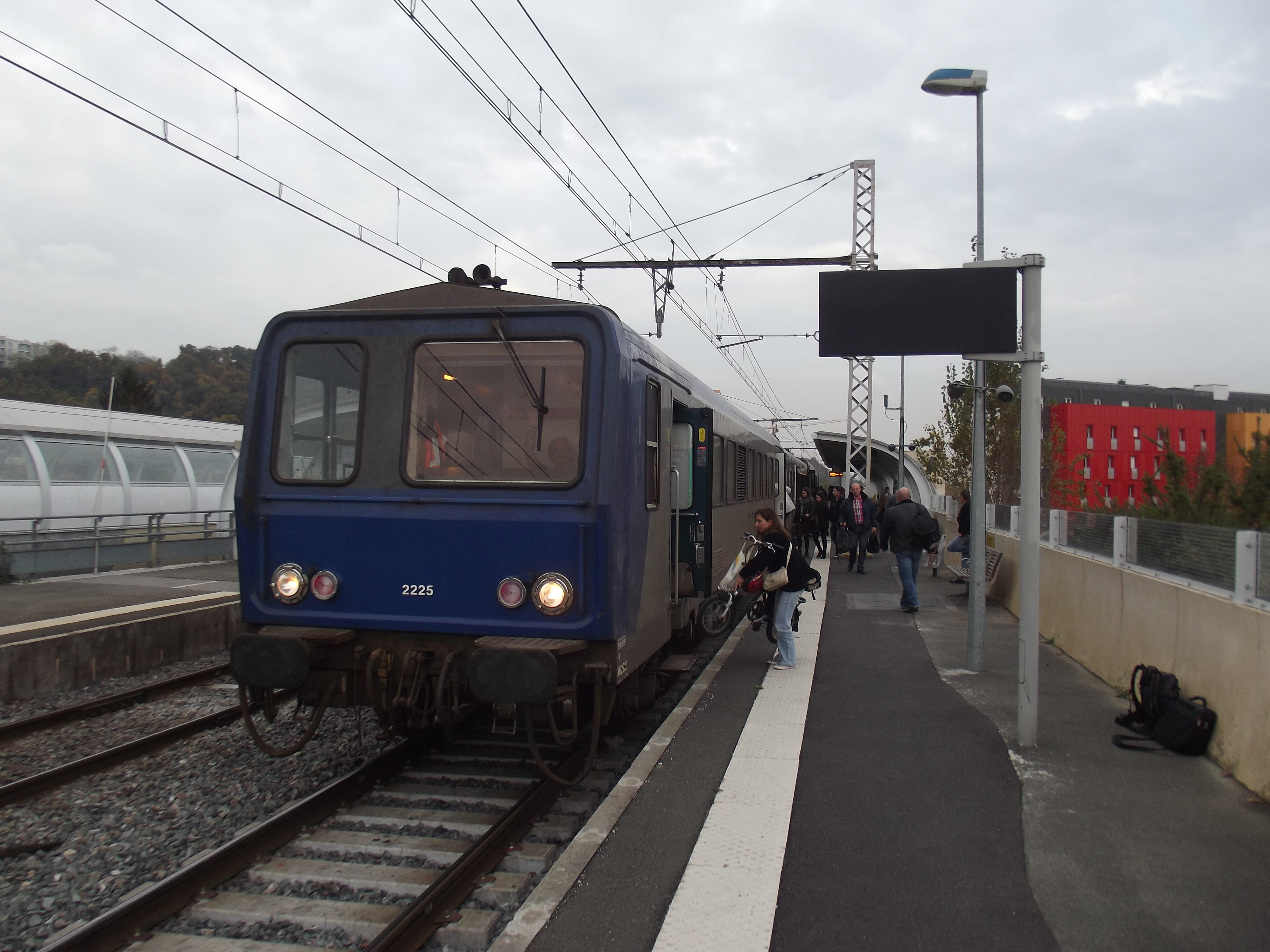
Bahnhof Cenon mit TER-Zug

Der Haltepunkt Cenon liegt an der Bahnstrecke Paris–Bordeaux sowie der Bahnstrecke Chartres–Bordeaux.

## Bevölkerungsentwicklung
| Jahr                      | 1962   | 1968   | 1975   | 1982   | 1990   | 1999   | 2011   | 2017   |
| Einwohner                 | 13.821 | 17.713 | 24.769 | 23.520 | 21.363 | 21.283 | 22.131 | 24.729 |
| Quelle: Cassini und INSEE |        |        |        |        |        |        |        |        |

## Städtepartnerschaften
Cenon unterhält Partnerschaften mit:
- Laredo, Kantabrien, Spanien (seit 1988)
- Paredes de Coura, Portugal (seit 2008)
- Meknès, Marokko (seit 2013)
- Yalvaç, Türkei (in Anbahnung)[1]

## Persönlichkeiten
- Pierre-Firmin Capmartin (1855–1914), Geistlicher und römisch-katholischer Bischof von Oran
- Claude Durrens (1921–2002), Briefmarkenkünstler (Graveur und Entwerfer)
- Bernard Darniche (* 1942), Rallye- und Rundstreckenrennfahrer
- Frédéric Da Rocha (* 1974), französischer Fußballspieler
- Jérôme Fernandez (* 1977), französischer Handballspieler